# AA 아우투스
아소시아상 아틀레치카 지 아우투스(Associação Atlética de Altos)는 아우투스라고도 불리며, 2013년에 창단한 브라질 피아우이주 아우투스를 연고로 하는 축구팀이다. 2018년 현재 전국 4부 리그 캄페오나투 브라질레이루 세리이 D와 피아우이 주리그 캄페오나투 피아우이엔시에 참가하고 있다.

## 수상
- 캄페오나투 피아우이엔시
  - 우승 (1회) : 2017
- 캄페오나투 피아우이엔시 2부
  - 우승 (1회) : 2015

## 선수 명단

### 현역
- 호제르 가우슈(2018, 2021 ~ )

## 역대 감독
| 감독                            | 임기 |
| ------------------------------- | ---- |
| 와우데마르 레무스 지 올리베이라 | 2018 |